# Live in a Dive (Bracket)
Live in a Dive is het enige livealbum van de Amerikaanse punkband Bracket. Het album werd uitgegeven opgenomen op 14 augustus 1999 in Bottom of The Hill, een muziekpodium in San Francisco, toen Bracket als supportband speelde voor de punkband Tilt. Het album werd uitgegeven op 26 februari 2002 als cd en lp en is het tweede album uit de Live in a Dive-serie van het platenlabel Fat Wreck Chords. Het livealbum bevat nummers van alle studioalbums van de band, alsook nummers van het verzamelalbum E is for Everything on Fat Wreck Chords. Het is het laatste album dat de band via Fat Wreck Chords heeft laten uitgeven.

## Nummers
1. "Trailer Park" - 3:14
2. "Green Apples" - 2:11
3. "Hearing Aid" - 3:19
4. "Warren's Song, Pt. 8" - 1:44
5. "Huge Balloon" - 2:33
6. "Talk Show" - 3:45
7. "Warren's Song, Pt. 2" - 2:47
8. "Hermit" - 4:36
9. "Happy to Be Sad" - 2:00
10. "Circus Act" - 4:29
11. "Back to Allentown" - 3:12
12. "J. Weed" - 3:11
13. "Sour" - 2:32
14. "Lazy" - 3:34
15. "Parade" - 2:16
16. "2RAK005" - 2:35
17. "Rod's Post" - 2:54

## Band
- Marty Gregori - zang, gitaar
- Angelo Celli - gitaar, zang
- Zack Charlos - basgitaar, zang
- Ray Castro - drums